# Stephen McManus
Pour les articles homonymes, voir McManus.
Stephen McManus (né le 10 septembre 1982 à Lanark) est un footballeur écossais.
Défenseur central du Celtic FC, il s'impose au sein de la défense au début de la saison 2005/06 sous les ordres de Gordon Strachan, il fait ses débuts avec la sélection d'Écosse à l'Automne 2006 lors d'un match qualificatif pour l'Euro 2008 en Ukraine. Il est nommé capitaine du club à la suite du départ de Neil Lennon en juin 2007. En manque de temps de jeu, il est prêté au Middlesbrough FC, en janvier 2010. Le 13 juillet 2010, il y est définitivement transféré pour une durée de trois ans de contrat. Il est une première fois prêté pour un mois de février à mars 2012 en faveur de Bristol City puis une seconde fois trois mois en octobre 2012.
Le 15 juillet 2013 il rejoint Motherwell.
Il compte 26 sélections pour 2 buts en sélection.